# 老勐镇
老勐镇，是中华人民共和国云南省红河哈尼族彝族自治州金平苗族瑶族傣族自治县下辖的一个乡镇级行政单位。
2015年10月27日，云南省人民政府批复同意撤销老勐乡，设立老勐镇。

## 行政区划
老勐镇下辖以下地区：
老勐村、新村、新安里村、和平村和苦竹林村。